# Problem (Ariana Grande)
Problem è un singolo della cantante statunitense Ariana Grande, pubblicato il 28 aprile 2014 come primo estratto dal secondo album in studio My Everything.

## Descrizione
Problem ha visto la partecipazione della rapper australiana Iggy Azalea ed è stata composta dalle stesse Grande e Azalea insieme a Max Martin, Savan Kotecha e Ilya Salmanzadeh. Il brano è un uptempo dalle sonorità funk che ripropone un'accoppiata di batteria e un riff di sassofono. Il ritornello contiene il suono di un clacson di allarme rosso tratto dagli effetti sonori del film Star Trek: The Next Generation (1987).
La presenza di strumenti a fiato nel brano ha portato a diversi paragoni al brano del 2013 di Jason Derulo, Talk Dirty.

## Promozione
La canzone è stata eseguita dal vivo per la prima volta ai Radio Disney Awards il 27 aprile 2014. Il giorno seguente la canzone è stata distribuita su iTunes ed in soli 37 minuti ha raggiunto la vetta negli Stati Uniti, rompendo il record di 50 minuti precedentemente ottenuto da Taylor Swift con la canzone We Are Never Ever Getting Back Together.

## Video musicale
Il video musicale propone uno scenario immerso negli anni sessanta in cui Ariana Grande padroneggia la scena movimentata da una platea di ballerini vestiti in smoking per poi cedere campo a un primo piano di Big Sean a torso nudo che sussurra «one less problem without ya», mentre Ariana ha un vestito corto.

## Tracce
Testi e musiche di Ariana Grande, Max Martin, Savan Kotecha, Ilya Salmanzadeh e Amethyst Kelly.
Download digitale
1. Problem (feat. Iggy Azalea) – 3:13

CD singolo (Europa)
1. Problem (feat. Iggy Azalea) – 3:14
2. Problem (feat. featuring Iggy Azalea) (Dawin Remix) – 3:24
3. Problem (feat. Iggy Azalea) (Noodles & Devastator Remix) – 3:13
4. Problem (feat. Iggy Azalea) (Kassiano Remix) – 4:21

## Classifiche

### Classifiche settimanali
| Classifica (2014-15) | Posizione massima |
| -------------------- | ----------------- |
| Australia            | 2                 |
| Austria              | 16                |
| Belgio (Fiandre)     | 15                |
| Belgio (Vallonia)    | 11                |
| Canada               | 3                 |
| Corea del Sud        | 4                 |
| Danimarca            | 5                 |
| Finlandia            | 6                 |
| Francia              | 14                |
| Germania             | 19                |
| Irlanda              | 1                 |
| Italia               | 12                |
| Libano               | 2                 |
| Norvegia             | 6                 |
| Nuova Zelanda        | 1                 |
| Paesi Bassi          | 10                |
| Polonia              | 6                 |
| Regno Unito          | 1                 |
| Repubblica Ceca      | 5                 |
| Russia               | 115               |
| Slovacchia           | 8                 |
| Slovenia             | 40                |
| Spagna               | 11                |
| Stati Uniti          | 2                 |
| Svezia               | 5                 |
| Svizzera             | 8                 |
| Ungheria             | 2                 |

### Classifiche di fine anno
| Classifica (2014) | Posizione |
| ----------------- | --------- |
| Australia         | 18        |
| Austria           | 59        |
| Belgio (Fiandre)  | 52        |
| Belgio (Vallonia) | 71        |
| Canada            | 18        |
| Danimarca         | 25        |
| Germania          | 65        |
| Italia            | 35        |
| Nuova Zelanda     | 22        |
| Paesi Bassi       | 22        |
| Regno Unito       | 23        |
| Stati Uniti       | 9         |
| Svezia            | 30        |
| Svizzera          | 47        |
| Classifica (2015) | Posizione |
| Corea del Sud     | 58        |